# Haval H4
La Haval H4 è un'autovettura prodotta dal 2017 al 2020 dalla casa automobilistica cinese Great Wall Motors con il marchio Haval.

## Il contesto
La vettura è stata presentata al Salone dell'automobile di Guangzhou del 2017 e si posiziona tra il crossover compatto Haval H2 e il crossover medio Haval H6. L'auto ha una carrozzeria due volumi a 5 porte, con gli organi meccanici disposti nel classico schema tuttoavanti. A spingere la H4 ci sono due motorizzazioni benzina turbocompresse a quattro cilindri in linea da 1,3 che produce 102 kW e 225 Nm e 1,5 l che produce 124 kW e 285 Nm abbinate a una trasmissione manuale a 6 o automatica a 7 marce.
L'interno dell'H4 è dotato di un display centrale nella console centrale da 12 pollici e di un altro schermo per il conducente dietro il volante che funge da quadro strumenti digitale. L'equipaggiamento di sicurezza comprende un sistema di telecamere a 360 gradi, avviso di abbandono di corsia, sistema d'assistenza al cambio di corsia, monitoraggio della pressione dei pneumatici e sensori di parcheggio nella parte anteriore e posteriore del veicolo.